# Bulbine
Nome Científico: Bulbine frutescens
Sinonímia: Bulbine rostrata, Bulbine caulescens
Nome Popular: Bulbine, cebolinha-de-jardim
Família: Asphodelaceae
Divisão: Angiospermae
Origem: África do Sul
Ciclo de Vida: Perene
Bulbine é um género botânico pertencente à família Asphodelaceae..